# Hervé Joseph Mayordome
Hérvé Joseph Mayordome est un homme politique congolais qui a été maire de Brazzaville, la capitale politique de la  république du Congo (RC) entre 1965 et 1969,,.